# Дон Хан
Дон Хан (на английски: Don Hahn) е американски филмов продуцент, на когото си приписва продуцирането на някои от най-успешните пълнометражни анимационни филми в най-новата история на киното като Красавицата и Звяра (първия анимационен филм, номиниран за Оскар за най-добър филм) и Цар лъв (и двата филма са на Дисни).
Понастоящем Хан е изпълнителен продуцент на филми с логото на Диснинейчър и притежава филмовата продуцентска компания Стоун Съркъл Пикчърс.

## Ранен живот
Дон Хан е роден в Чикаго, Илинойс. Баща му е лутерански министър. Когато Хан е на три години, семейството му се премества в Белфлауър, Калифорния, където посещава училище и заснема първите си късометражни анимационни филми в гимназиалния филмов клуб. Когато е тийнейджър, семеството се премества в Бърбанк, Калифорния. Завършва гимназия в Северен Холивуд (където е барабанист в оркестъра) през 1973 г., продължава обучението си по музика в колеж, като след това специализира в Калифорнийския държавен университет. Дон Хан е перкусионист в Младежкия филхармоничен оркестър на Лос Анджелис.

## Кариера
Започва кариерата си с пълнометражния анимационен филм Лисицата и хрътката, на който е асистент-режисьор, работейки при легендата на Дисни Волфганг Райтерман. Той работи в тясно сътрудничество с режисьора Дон Блът по продуцирането на Драконът на Пит и по късометражния анимационен филм Banjo the Woodpile Cat. По-късно той заема позицията мениджър на продукция на Черният казан (1985) и Базил, великият мишок детектив (1986), преди да продължи да работи като асоцииран продуцент на Кой натопи Заека Роджър, копродукция на Дисни / Amblin (1988).
През 1989 г. Хан дебютира като продуцент на първия късометражен филм за Заека Роджър Tummy Trouble, съвместно със Стивън Спилбърг, Катлийн Кенеди и Франк Маршал. След това става продуцент на еталонния анимационен филм Красавицата и Звяра от 1991 г., който е първият анимационен филм, номиниран за Оскар за най-добър филм. Следващата му продукция, Цар лъв от 1994 г., поставя световни рекорди за анимационен филм и бързо се превръща в най-касовия традиционно анимационен филм в историята. През 1996 г. продуцира Гърбушкото от Нотр Дам, а през 2000 г. е изпълнителен продуцент на Омагьосаният император.
Хан режисира Стийв Мартин, Джеймс Ърл Джоунс, Куинси Джоунс, Ицхак Пърлман и Анджела Лансбъри в сегментите на филма Фантазия 2000. През 2001 г. е издаден филмът Атлантида: Изгубената империя, на който е продуцент. Атлантида се представя скромно в боксофиса, но далеч по-ниско в сравнение с предишните филми на Хан. През 2003 г. Хан работи отново с Роб Минкоф, един от режисьорите на Цар лъв, като продуцира първия си игрален филм Привидения в замъка, с участието на Еди Мърфи.
Също така продуцира номинирания за Оскар късометражен анимационен филм Lorenzo (2004).
През 2006 г. Хан е временен ръководител на анимационния отдел на Дисни по време на успешното му сливане с Пиксар. Същата година Хан получава втората си номинация за Оскар в категория за най-добър късометражен анимационен филм за Малката кибритопродавачка, адаптация на класическата приказка на Ханс Кристиан Андерсен, която първоначално е била предназначена за включване във филма Фантазия.
Дон е изпълнителен продуцент на забележителния научнопопулярен филм за природата Земя, премиерен проект от филмовия лейбъл на Диснинейчър. През 2010 г. е изпълнителен продуцент на Океани, епичен научнопопулярен филм за моретата, а през 2011 г. - на Африкански котки (и двата филма са на Диснинейчър). Тези филми са включени в топ 5 на научнопопулярните филми за всички времена.
Три от неговите филми са адаптирани за театралната сцена: Красавицата и Звяра, Цар лъв и Гърбушкото от Нотр Дам. Като цяло филмите му са номинирани за 18 награди Оскар.
През 2012 г. Дон Хан продуцира номинирания за Оскар филм Франкенуини на режисьора Тим Бъртън.
През 2015 г. на изложението D23, което отбеляза 20-годишнината от Цар лъв, е обявено, че ще бъде издаден нов филм със заглавие Пазител на Лъвските земи. Хан е представен на публиката и разказва цялата история на франчайза Цар лъв и информира, че новият филм, както и последващите му серии продължават историята на оригиналния филм, като след това е представен продуцентът Форд Райли.

### Документални филми
С документалния филм Waking Sleeping Beauty се бележи режисьорският дебют на Дон Хан. Филмът представя истинската история за обстоятелствата, довели до анимационния ренесанс на Дисни през 80-те и 90-те години. Световната премиера на филма е през 2009 г. на Филмовия фестивал в Торонто и печели наградата на публиката на Филмовия фестивал в Хамптън. Филмът предлага откровена перспектива за случилото се в креативните редици на фона на динамичното напрежение сред висшето ръководство на студиото Майкъл Айснер, Джефри Каценберг и Рой Е. Дисни.
Hand Held е вторият документален филм на Хан. Когато Хан взима една почивна година от работата си в Дисни, той се заема да направи много личен филм за фотографа Майк Карол, един от първите фоторепортери, разкрили детската епидемия от СПИН в посткомунистическа Източна Европа. Хан заснема филма в Букурещ, Трансилвания, и в родния град на Карол, Бостън.
Christmas With Walt Disney (2009) е игрален документален филм, поръчан от семейния музей на Уолт Дисни. Филмът описва живота на Дисни като съпруг, баща и режисьор, съсредоточен около празниците. Хан режисира филма, разказан от дъщерята на Уолт Дисни Даян Дисни Милър. Филмът се излъчва всеки празничен сезон в семейния музей на Уолт Дисни в Сан Франциско.

## Филмография
| Година | Заглавие                      | Позиция                                         |
| ------ | ----------------------------- | ----------------------------------------------- |
| 1978   | The Small One                 | Асистент-продуцент                              |
| 1981   | Лисицата и хрътката           | Асистент-режисьор                               |
| 1983   | Mickey's Christmas Carol      | Асистент-продуцент                              |
| 1985   | Черният казан                 | Мениджър на продукция                           |
| 1988   | Кой натопи Заека Роджър       | Асоцииран продуцент                             |
| 1989   | Tummy Trouble                 | Продуцент                                       |
| 1991   | Красавицата и Звяра           | Продуцент                                       |
| 1994   | Цар лъв                       | Продуцент                                       |
| 1996   | Гърбушкото от Нотр Дам        | Продуцент                                       |
| 1996   | Quack Pack                    | Продуцент - 1 епизод                            |
| 2000   | Фантазия 2000                 | Режисьор / Сценарист - Представяния на сегменти |
| 2000   | Омагьосаният император        | Изпълнителен продуцент                          |
| 2001   | Атлантида: Изгубената империя | Продуцент                                       |
| 2003   | Привидения в замъка           | Продуцент                                       |
| 2004   | Бандата на кравите            | Специални благодарности                         |
| 2004   | Lorenzo                       | Изпълнителен продуцент                          |
| 2004   | One by One                    | Продуцент                                       |
| 2006   | Малката кибритопродавачка     | Продуцент                                       |
| 2007   | Семейство Робинсън            | Специални благодарности                         |
| 2007   | Земя                          | Изпълнителен продуцент                          |
| 2008   | Гръм                          | Специални благодарности                         |
| 2009   | Waking Sleeping Beauty        | Режисьор / Продуцент / Разказвач                |
| 2010   | Океани                        | Изпълнителен продуцент                          |
| 2010   | Hand Held                     | Продуцент / Режисьор                            |
| 2011   | Африкански котки              | Изпълнителен продуцент                          |
| 2012   | Шимпанзета                    | Изпълнителен продуцент / Сценарист              |
| 2012   | High Ground                   | Продуцент / Сценарист                           |
| 2012   | Франкенуини                   | Изпълнителен продуцент                          |
| 2014   | Господарка на злото           | Изпълнителен продуцент                          |
| 2017   | Красавицата и звярът          | Изпълнителен продуцент                          |
| 2018   | Howard                        | Сценарист / Режисьор                            |
| 2019   | Wonder Park                   | Изпълнителен продуцент                          |
| 2019   | Цар лъв                       | Специални благодарности                         |